# OKl12
OKl12 – polskie oznaczenie austriackiego parowozu  serii kkStB 229 o układzie osi 1'C1'. Parowóz wykorzystywał parę nasyconą i silnik sprzężony. Zbudowano 93 lokomotywy tej serii. W okresie międzywojennym na PKP pracowało 21 maszyn tej serii.